# كهف المعلم الطبيعي نافيناخيفي
كهف المعلم الطبيعي نافيناخيفي (بالجورجية: ნავენახევის მღვიმე) هو كهف كارست يقع بالقرب من قرية نافيناخيفي في بلدية تيرجولا في منطقة إيميريتي بغرب جورجيا، على ارتفاع 235 مترًا فوق مستوى سطح البحر. في عام 2017 جُدد الكهف لاستخدامه في جذب سياحي.